# Península Thatcher

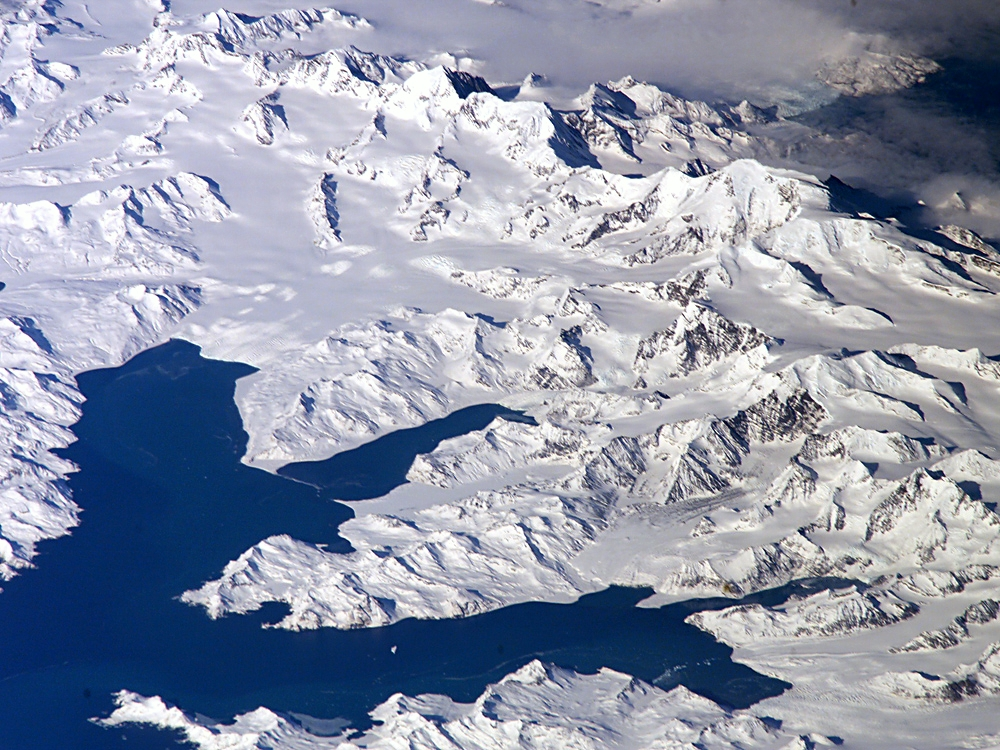
Vista de la bahía Cumberland; la península Thatcher con la caleta Vago y Grytviken; también se divisa la cordillera de San Telmo con el Monte Paget.

La península Thatcher (54°17′S 36°32′O / -54.283, -36.533) es una cala montañosa en el centro-norte de la isla San Pedro, del archipiélago de las islas Georgias del Sur, que termina hacia el norte en punta Mai elevándose entre la bahía Cumberland Oeste, la bahía Guardia Nacional o Cumberland Este y el fiordo Moraine al este; delimitada al suroeste y al sur con el glaciar Lyell y el glaciar Hamberg. Aquí se localiza la capital del territorio británico de ultramar de las Islas Georgias del Sur y Sandwich del Sur (administradas por el Reino Unido y reclamadas por Argentina), Punta Coronel Zelaya (King Edward Point) y la estación de ballenas abandonada de Grytviken.

## Toponimia
La península fue nombrada por el Comité Antártico de Lugares Geográficos del Reino Unido en 1991, a sugerencia de los miembros de la Royal Geographical Society, en homenaje a Margaret Thatcher, primera ministra británica entre 1979 y 1990. Fue descrita por Sir Vivian Fuchs, presidente del Comité Antártico Topónimos del Foreign Office, como "una figura importante en la historia de Georgia del Sur", por su papel en la guerra de las Malvinas. De hecho, en el sitio fue el lugar donde las primeras tropas británicas desembarcaron en abril de 1982.